# Apostolepis goiasensis
Espèce
Statut de conservation UICN

 DD  : Données insuffisantes
Apostolepis goiasensis  est une espèce de serpents de la famille des Dipsadidae.

## Répartition
Cette espèce est endémique du Brésil. Elle se rencontre au Goiás, au Minas Gerais et Mato Grosso do Sul.

## Étymologie
Son nom d'espèce, composé de goias et du suffixe latin -ensis, « qui vit dans, qui habite », lui a été donné en référence au lieu de sa découverte.

## Publication originale
- Prado, 1942 : Notas ofiológicas. 14. Comentários acerca de algumas serpentes opistóglifas do gênero Apostolepis, com a descripção de uma nova espécie. Memórias do Instituto Butantan, vol. 16, p. 7-12.